# Rimantė Šalaševičiūtė

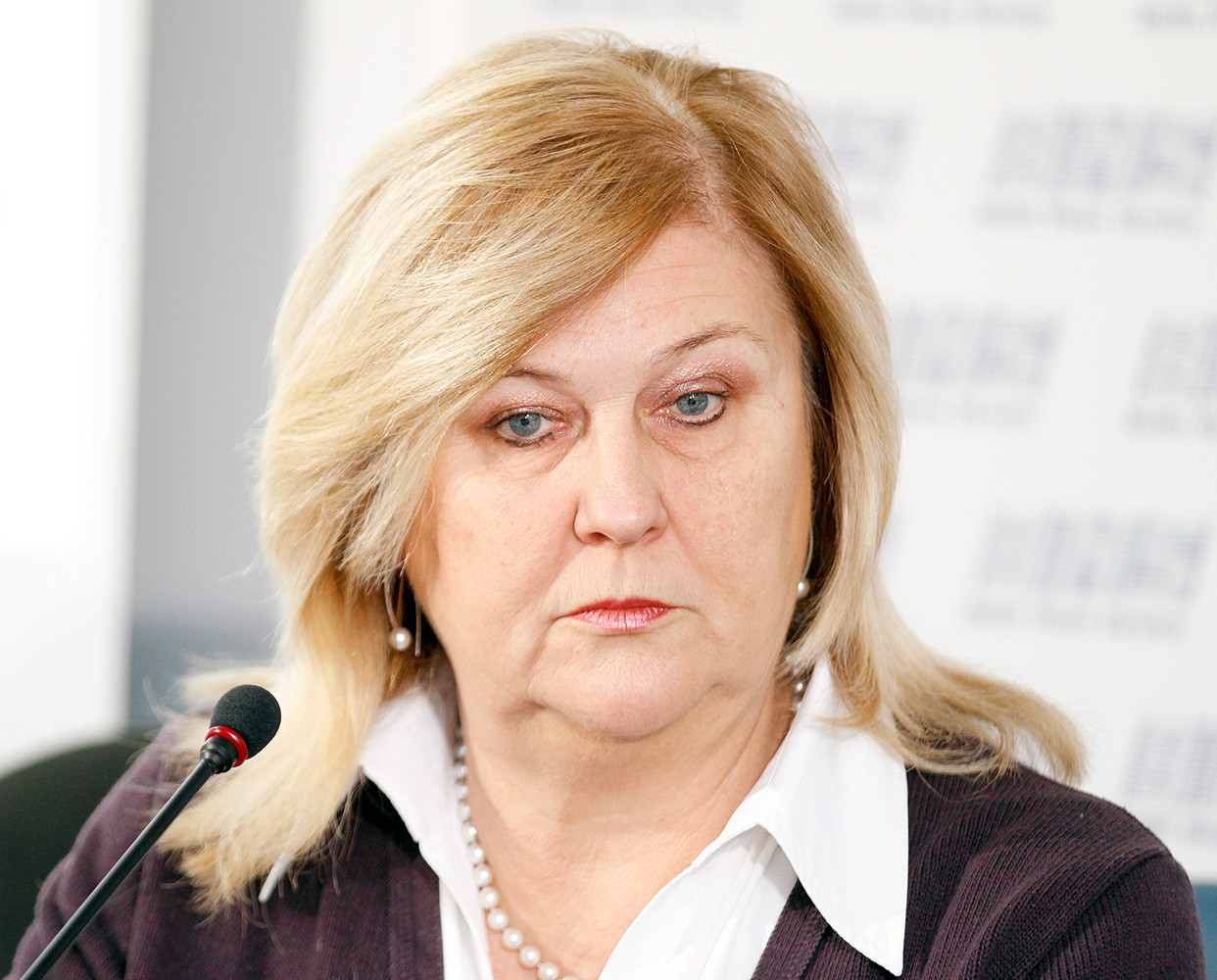
Rimantė Šalaševičiūtė

Rimantė Šalaševičiūtė (* 10. Februar 1954 in Varniai, Rajongemeinde Telšiai) ist eine litauische sozialdemokratische Politikerin und Juristin, Seimas-Mitglied (seit 2012) und Gesundheitsministerin (2014–2016).

## Leben
Nach dem Abitur 1971 an der Mittelschule Varniai bei Telšiai absolvierte Šalaševičiūtė von 1971 bis 1976 ein Diplomstudium der Rechtswissenschaft an der Vilniaus universitetas. Danach arbeitete sie am Institut für Bauingenieurwesen in Vilnius als Juristin und lehrte dort das Arbeitsrecht und Wirtschaftsrecht. Von 1979 bis 1986 arbeitete sie als Juristin in der Gasifizierungsverwaltung Vilnius und lehrte am Weiterbildungsinstitut am sowjetlitauischen Ministerium für Kommunalwirtschaft. Von 1995 bis 2010 arbeitete sie als Seimas-Ombudsman und danach litauische Kinderrechtsschutzbeauftragte. 
Seit Herbst 2012 ist Šalaševičiūtė Mitglied im Seimas. Vom 17. Juli 2014 bis zum 17. Februar 2016 war sie Gesundheitsministerin Litauens im Kabinett Butkevičius als Nachfolgerin von Vytenis Andriukaitis, der als litauischer Kandidat zum Mitglied der EU-Kommission vorgeschlagen wurde.
Šalaševičiūtė war Mitglied der KPdSU und der Lietuvos komunistų partija sowie der Lietuvos demokratinė darbo partija. Sie ist Mitglied von Lietuvos socialdemokratų partija.
Šalaševičiūtė ist verheiratet und hat drei Töchter.